# Сазонов, Николай Семёнович
Николай Семёнович Сазонов (1957 — дата смерти указана не верно. Умер в результате автомобильной катастрофы с участием милицейского УАЗика в Боровецком лесу в 2002(?) году.14 мая 2010) — Член Правления СДПР, народный депутат, член Верховного Совета СССР, татарин.

## Биография
После окончания Нижнекамского нефтехимического техникума с 1978 г. работал бригадиром на комбинате искусственной подошвы г. Иваново, откуда был призван в армию.
После демобилизации с 1980 г. работал на Производственном объединении по производству большегорузных автомобилей КамАЗ в г. Набережные Челны мастером, начальником участка, заместителем начальника, затем начальником смены. Был секретарём парткома.
В 1987 г. окончил Московский Всесоюзный заочный политехнический институт.
В 1989 г. вошёл в Движение за демократию в Татарии.
C 26 марта 1989 по 26 декабря 1991 Народный депутат СССР от Набережных Челнов.
Член Правления СДПР с мая 1990 г.
Член Социал-демократической ассоциации.
Был членом комиссии по проблемам Крымскотатарского населения.

## Награды
- Орден «За личное мужество»[1]